# Tikhvin
Tikhvin (russisk: Ти́хвин, tr. Tíkhvin; finsk: Tihvinä) er en by i Leningrad oblast i Rusland. Den ligger 200 km øst for Sankt Petersborg og har 53.932(2024) indbyggere.
Byen er første gang nævnt i dokumenter i 1383. I 1400- og 1500-tallet var den et vigtigt religiøst center i det nordvestlige Rusland. Tikhvin fik bystatus i 1773.
Tikhvin er internationalt kendt som fødested til komponisten Nikolaj Rimskij-Korsakov (1844–1908).
Under 2. verdenskrig blev byen erobret i november 1941 af den tyske Heeresgruppe Nord, men måtte opgives efter en måned efter sovjetiske angreb. Tikhvin markerede Heeresgruppe Nords længste fremrykning under krigen.